# Coste histórico
En contabilidad, el coste histórico es uno de los criterios básicos de valoración de los conceptos de activo y pasivo que se identifica básicamente con el coste de adquisición.
La  valoración  a coste histórico es uno de los críterios prioritarios utilizados en las Normas Internacionales de Información Financiera. Su aceptación se ha basado en la  objetividad y sencillez de su aplicación, por la objetividad que proporciona al estar respaldado por documentos que fijan el precio y la forma de pago y por la simplificación del proceso de valoración al mantenerlo en su registro inicial. Se contrapone al valor razonable.

## El coste histórico en el Plan General de Contabilidad
Según el Plan General de Contabilidad, el coste histórico o coste de un activo es su precio de adquisición o coste de producción.
El precio de adquisición es el importe en efectivo y otras partidas equivalentes pagadas  o pendientes de pago más, en su caso y cuando proceda, el valor razonable de las demás contraprestaciones comprometidas derivadas de la adquisición, debiendo estar todas ellas directamente relacionadas con ésta y ser necesarias para la puesta del activo en condiciones operativas.
El coste de producción incluye el precio de adquisición de las materias primas y otras materias consumibles, el de los factores de producción directamente imputables al activo, y la fracción que razonablemente corresponda de los costes de producción indirectamente relacionados con el activo, en la medida en que se refieran al periodo de producción, construcción o fabricación, se basen en el nivel de utilización de la capacidad normal de trabajo de los medios de producción y sean necesarios para la puesta del activo en condiciones operativas.
El coste histórico o coste de un pasivo es el valor que corresponda a la contrapartida recibida a cambio de incurrir en la deuda o, en algunos casos, la cantidad de efectivo y otros activos líquidos equivalentes que se espere entregar para liquidar una deuda en el curso normal del negocio.